# Woodstock (Angleterre)
Pour les articles homonymes, voir Woodstock.
Woodstock est une petite ville de l'Oxfordshire, en Angleterre. C'est sur cette commune que se trouvait le palais de Woodstock, résidence royale, et que se trouve aujourd'hui le palais de Blenheim, lieu de naissance de Winston Churchill et inscrit au patrimoine mondial de l'UNESCO.

## Histoire
Woodstock (écrit Wodestock, Wodestok ou Wodestole) est décrit dans le Domesday Book comme une forêt royale. La ville reçut une charte royale d'Henri II en 1179, qui y établit un marché.
Plusieurs enfants d'Édouard III d'Angleterre y naquirent dont Édouard de Woodstock (dit le Prince Noir) et Thomas de Woodstock. De 1554 à 1555, Élisabeth Ire y fut retenue prisonnière avant qu'elle monte sur le trône lors de la conspiration de Thomas Wyatt le Jeune.
La ville changea profondément au XVIIIe siècle quand le duc de Marlborough fit de Blenheim sa résidence permanente en 1704.
Thomas Gainsborough fait le portrait de Thomas Walker, vers 1774. Il est aujourd'hui dans une collection privée. Cet homme épouse Susannah Spibye en 1754 à Wakefield, dans le Yorkshire, mais passe la majeure partie de sa vie à Woodstock. Il occupe notamment le poste de vérificateur auprès de George Spencer, duc de Marlborough, receveur général de l'Oxfordshire. Il est le fondateur de Thomas Walker & Co., une banque prospère du comté. Une plaque sur le mur de la maison de Fletcher dans Park Street commémore ses travaux de rénovation sur la propriété qu'il a achetée au duc de Marlborough en 1795. Il existe également un monument à la mémoire de Thomas et son épouse, Susannah Walker, dans l'église Sainte-Marie-Madeleine dans la ville.

## Personnalités
- Le botaniste William Bertram Turrill est né à Woodstock.
- Simone Ashley, actrice née à Woodstock.
- Winston Churchill, Premier ministre britannique, est né à Woodstock.